# Бобо Бола
Бо́бо Бо́ла (англ. Bobo Bola; народився 2 жовтня 1985; Кіншаса, Демократична Республіка Конго) — руандійський футболіст, нападник. Гравець національної збірної Руанди. Виступає за шведський «Панелініос».

## Клубна кар'єра
Свою футбольну кар'єру розпочав у себе на батьківщині в клубі чемпіонату Руанди «АПР ФК».

## Голи за збірну
| #  | Дата            | Місце               | Суперник   | Рахунок | Результат | Турнір                                      |
| -- | --------------- | ------------------- | ---------- | ------- | --------- | ------------------------------------------- |
| 1. | 6 вересня, 2008 | Нуакшот, Мавританія | Мавританія | 0-1     | перемога  | Кваліфікаційний раунд Чемпіонату світу 2010 |